# Saint-Aubin-sur-Mer (Calvados)
Saint-Aubin-sur-Mer è un comune francese di 2 076 abitanti situato nel dipartimento del Calvados nella regione della Normandia.

## Società

### Evoluzione demografica
Abitanti censiti